# Adelbert Brownlow-Cust (3e comte Brownlow)
Adelbert Wellington Brownlow-Cust, 3e comte Brownlow (19 août 1844 - 17 mars 1921), est un militaire britannique, courtisan et homme politique conservateur. 

## Jeunesse et éducation
Il est le deuxième fils de John Egerton (vicomte Alford), fils aîné et héritier de John Cust (1er comte Brownlow). Sa mère est Marianne Margaret, fille de Spencer Compton (2e marquis de Northampton), généralement connu sous le nom de Marian Alford. Son père est décédé avant son propre père en 1851, quand Adelbert n'a que sept ans et ainsi le comté et les domaines sont passés au frère aîné d'Adelbert. Adelbert a fait ses études au Collège d'Eton.

## Carrière politique
En 1866, il est élu à la Chambre des communes pour le North Shropshire,. Cependant, il est contraint de démissionner de son poste dès l'année suivante quand il hérite du comté de Brownlow (et vicomté d'Alford) à la mort de son frère aîné, et entre à la Chambre des lords. Il exerce des fonctions sous Lord Salisbury en tant que secrétaire parlementaire du Local Government Board de 1885 à 1886, en tant que trésorier général de 1887 à 1889 et en tant que Sous-secrétaire d'État à la guerre de 1889 à 1892  et est admis au Conseil privé en 1887. 
En dehors de sa carrière politique, il est également Lord Lieutenant du Lincolnshire de 1867 à 1921, lieutenant adjoint du Hertfordshire et juge de paix du Shropshire, Hertfordshire, Lincolnshire et Buckinghamshire . 

## Carrière militaire
Il sert avec les Grenadier Guards comme lieutenant de 1863 à 1866 et est ensuite commandant de la Bedfordshire Volunteer Infantry Brigade entre 1889 et 1892 et de la Home Counties Brigade en 1895 . Il est colonel honoraire du 4e bataillon du Lincolnshire Regiment de 1868 à 1908, du 2e Volunteer Battalion du Bedfordshire Regiment de 1883 à 1901, et du Lincolnshire Yeomanry (en) et du 4e Volunteer Battalion du Hertfordshire Regiment à partir de 1901. Il reçoit la décoration du service bénévole.

## Courtisan

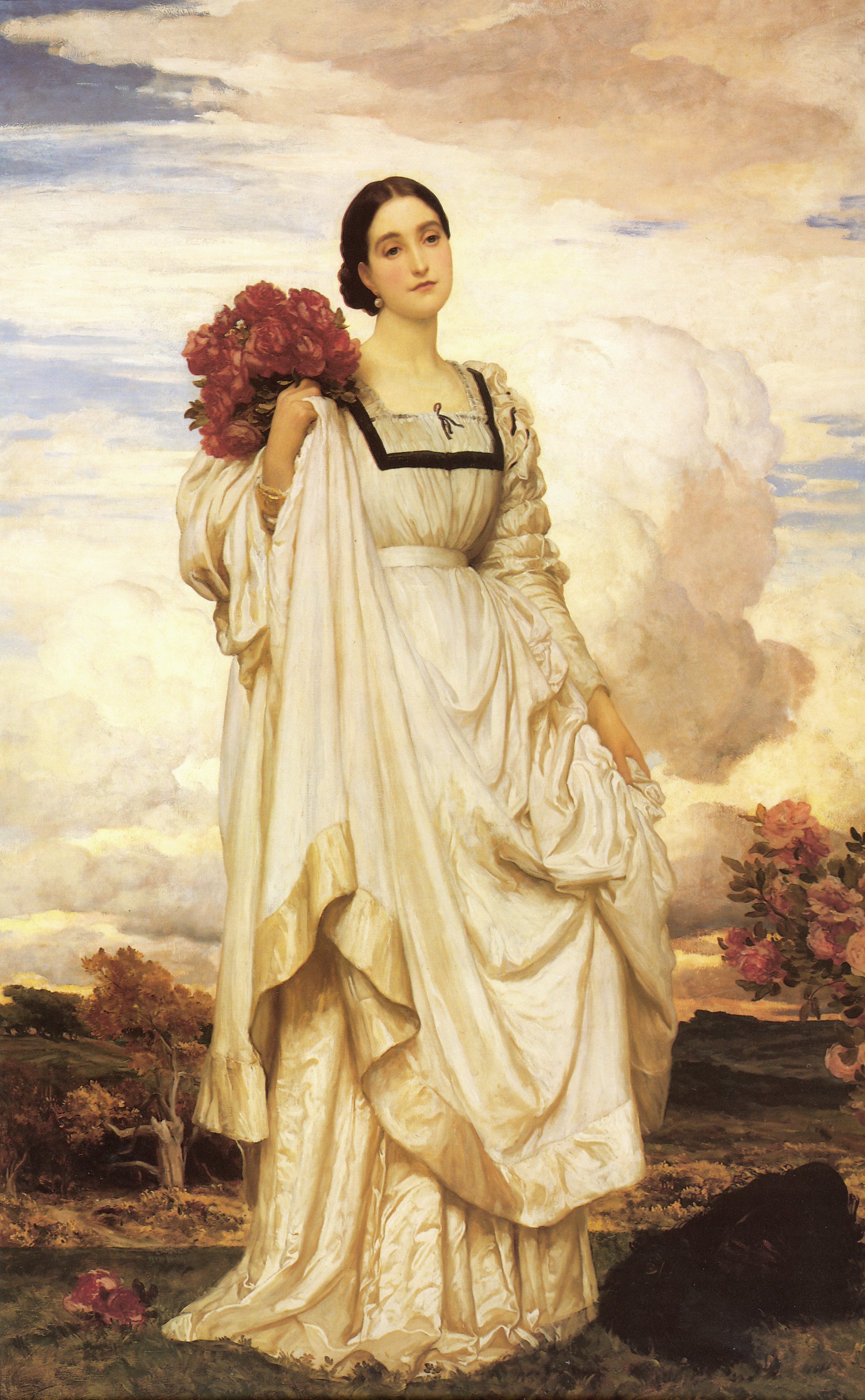
La comtesse Brownlow par Frédéric Leighton, 1879.

Brownlow est aide de camp bénévole auprès de la reine Victoria, d'Édouard VII et de George V. Il est nommé Chevalier Grand-Croix de l'Ordre Royal Victorien (GCVO) dans les honneurs du Nouvel An 1921 pour ses services à la Maison Royale. 

## Famille
Lord Brownlow épouse Adelaide Chetwynd-Talbot, fille de Henry Chetwynd-Talbot, 18e comte de Shrewsbury, en 1868. Ils n'ont pas d'enfants. Elle est décédée en mars 1917, à l'âge de 73 ans. Lord Brownlow lui survit quatre ans et est décédé en mars 1921, à l'âge de 75 ans. À sa mort, le comté de Brownlow et le vicomte d'Alford disparaissent et son cousin au second degré, Adelbert Cust, hérite de la baronnie et du titre de baronnet. 